# Effet de désinformation
L'effet de désinformation, parfois appelé effet de fausse information, se produit lorsque la précision de nos souvenirs issus de la mémoire épisodique est altérée par des informations ultérieures.
L'effet de désinformation est un exemple typique d'interférence rétroactive, laquelle se produit lorsqu'une information présentée ultérieurement interfère avec les informations précédemment encodées et réduit la capacité à les maintenir intactes. La nouvelle information qu'une personne reçoit interfère avec les informations précédemment stockées, ce qui risque de fausser le souvenir de l'événement d'origine.  Quand cela se produit sans que la personne en ait conscience, on parle de faux souvenirs ou de faux souvenirs induits. 

## Psychologie expérimentale
L'effet de désinformation a été étudié depuis le milieu des années 1970. Elizabeth Loftus est l'un des chercheurs les plus influents dans ce domaine. Cet effet met le doigt sur deux biais majeurs de la mémoire : la suggestibilité (l'influence des attentes des autres sur nos souvenirs) et la mésattribution (une information attribuée à une source incorrecte). Les recherches sur l'effet de désinformation ont permis de remettre en question nos croyances sur la persistance et la fiabilité de la mémoire.
Un exemple de paradigme expérimental peut illustrer ce phénomène et la manière de l'observer scientifiquement en le produisant dans des expériences contrôlées (les sujets sont alors informés en fin d'expérience de la désinformation qui leur a été présentée). Dans une étude publiée en 1994, deux diaporamas montrant un étudiant dans une librairie universitaire étaient présentés à des sujets différents. Dans l'un, on pouvait par exemple apercevoir un tournevis, alors que dans l'autre c'était une clé à molette. La bande audio qui accompagnait les images n'évoquait qu'un « outil ». Dans un second temps, on faisait lire aux mêmes sujets une description narrative des évènements contenus dans les images, mais cette fois le nom de l'outil était précisé. Un nom incorrect était fourni à la moitié des lecteurs. Enfin, dans un troisième temps, les sujets devaient donner cinq exemples d'objets d'un type particulier, comme un outil, mais ils avaient pour consigne de ne pas donner le nom de ceux qu'ils avaient vus dans les images. Les sujets qui avaient lu la description incorrecte donnaient moins le nom de l'objet qu'ils avaient lu (et n'avaient pas vu) par rapport au groupe contrôle (28 % contre 43 %) et ils étaient plus enclins à donner, malgré la consigne, le nom de l'objet qu'ils avaient effectivement vu (33 % contre 26 %).

## Imagerie cérébrale
Le premier travail expérimental utilisant des techniques d'imagerie cérébrale pour observer l'effet de désinformation a été publié en 2005. Yoko Okado et Craig Stark ont mis les sujets dans une situation souvent utilisée pour étudier le phénomène : les sujets regardent plusieurs événements complexes ; puis ils reçoivent à leur insu une fausse information à ce sujet : la fillette a été frappée au bras (au lieu du cou). Environ la moitié des sujets pensent alors se souvenir que la fillette a effectivement été frappée au bras. L'effet est donc robuste. La nouveauté de leur étude est d'avoir observé l'activité neurale pendant l'expérience,. 